# Sergej Maslennikov
Sergej Evgen'evič Maslennikov (in russo Сергей Евгеньевич Масленников?; traslitterazione anglosassone Sergey Yevgenyevich Maslennikov; Ufa, 18 aprile 1982) è un ex combinatista nordico russo.

## Biografia
Vincitore di due medaglie alle Universiadi (nel 2005 ad Innsbruck fu secondo nella gara sprint HS 100/7,5 km, mentre vinse l'oro nella partenza in linea a squadre HS 95/3x5 km due anni dopo a Torino), Maslennikov ha preso parte anche a due edizioni dei Giochi olimpici invernali, Torino 2006 e Vancouver 2010 (9º nella gara a squadre in Italia il miglior risultato), e a cinque dei Campionati mondiali di sci nordico (10º nella gara a squadre a Oberstdorf 2005 e a Liberec 2007 i migliori risultati).
In Coppa del Mondo ha esordito il 30 novembre 2003 nella sprint di Kuusamo, chiusa al 40º posto.

## Palmarès

### Universiadi
- 2 medaglie:
  - 1 oro (partenza in linea a squadre a Torino 2007)
  - 1 argento (sprint a Innsbruck 2005)

### Coppa del Mondo
- Miglior piazzamento in classifica generale: 24º nel 2005